# Akemi Okamura
Akemi Okamura (岡村 明美 Okamura Akemi?) es una seiyu japonesa, nacida el 12 de marzo de 1969 en Tokio, Japón. Trabaja para Mausu Promotion.

## Roles interpretados
El orden de esta lista es personaje, serie
- Belldandy, Adventures of Mini-Goddess (Episodios 1-13)
- Kasumi Fujii, Sakura Taisen
- Meow, Tsukikage Ran
- Nami, Suu, Cocoa (Robin falsa) One Piece
- Nokoru, Clamp Gakuen Tanteidan
- Sayaka, Zenki
- Mayumi-sensei, Aka-chan to Boku (Baby and Me)
- Fio Piccolo, Porco Rosso
- Bearmon, Digimon Frontier: Revival of the Ancient Digimon
- Shu (Shuzo Matsutani), Now and Then, Here and There y Legendz
- Mai Shibamura, Gunparade March
- Anko Uehara, Great Teacher Onizuka
- Sayaka Imamiya, Abenobashi Magical Shopping District
- Risa Koizumi, Lovely Complex
- Rin, Heion Sedai no Idaten-tachi
- Kid, Mamiko Takahashi, Konjiki no Gash Bell!! o Zatch Bell!
- Myao, Carried by the Wind: Tsukikage Ran
- Mathilde Saint-Omer, Shakugan no Shana
- Sheena Fujibayashi, Tales of Symphonia (Videojuego)
- Marris, Sorcerer Hunters (OVA)
- Mayaya, Kuragehime
- Hinoe, Natsume Yuujin-chou
- Paninya, Full Metal Alchemist
- Akemi Hinazuki, Boku Dake ga Inai Machi
- Fuupu y Kaoru Kiryuu, Futari wa Pretty Cure Splash Star
- Hosshiwa, Happiness Charge PreCure!